# Banu Qainuqa
Los Banu Qainuqa (árabe: بنو قينقاع) fueron una de las tres principales tribus judías que vivían en Medina en el siglo VII. En 624 dC, fueron expulsados por el profeta islámico Mahoma.

## La Expulsión de Medina
Desde que Mahoma había llegado a Medina, había convertido la ciudad en una base para sus incursiones contra las caravanas que se dirigían a La Meca y naturalmente esto estaba causando fricción con los habitantes originales de la ciudad, al tiempo que las relaciones entre los judíos y los musulmanes en Medina también iban empeorando progresivamente. La primera tribu judía en meterse en problemas con Mahoma y sus seguidores fueron los Banu Qaynuqa. Poco después de la batalla de Badr, Mahoma dio a los Banu Qaynuqa un ultimátum:
"Judíos! Conviértanse al Islam antes de que lo que sucedió a los Quraysh les pase a ustedes." 
Pero los Banu Qaynuqa se negaron a convertirse y en cambio se atrincheraron dentro de su fortaleza. Mahoma los sitió y quince días después se rindieron. Mahoma ordenó que todos los hombres de la tribu fuesen maniatados para su ejecución. En ese momento, Ibn Abd-Allah Ubayy, un nuevo musulmán converso que era un antiguo amigo y aliado de los Banu Qaynuqa, pidió a Mahoma que fuese indulgente con ellos. Entonces Mahoma simplemente confiscó sus propiedades y bienes y les dijo que si se iban de Medina dentro de tres días, no serían perjudicados. Los Banu Qaynuqa huyeron primero a Wadi Al Qura, y luego fuera de Arabia hasta Siria.